# Michel Bastos
Michel Fernandes Bastos (Pelotas, 2 agosto 1983) è un ex calciatore brasiliano, di ruolo centrocampista o ala.
Possiede il passaporto francese.

## Caratteristiche tecniche
Bastos è un esterno sinistro di centrocampo, adattabile anche da ala e da terzino, oltre che da mezzala. Era anche un buon battitore di punizioni.

## Carriera

### Club

#### Inizi
Ha iniziato la sua carriera giocando per la squadra della sua città, il Pelotas. Trascorse la sua infanzia calcistica giocando sempre in squadre brasiliane come l'Atletico Paranaense, il Gremio e la Figueirense; esperienze intervallate da una parentesi olandese (dal 2001 al 2003), periodo in cui militò nel settore giovanile del Feyenoord e nell'Excelsior. Successivamente tentò di aprire una nuova parentesi europea, firmando per il Lilla.

#### Lille
Bastos si trasferì nella squadra francese del Lilla nel 2006 debuttando nella prima partita della Ligue 1 2006-2007 contro il Rennes restando in campo per 65 minuti prima di essere sostituito. Segnò il suo primo gol nel Lilla nel Derby du Nord contro il Lens; conclude la sua prima stagione in Francia con un totale di 3 gol.
Nelle due stagioni successive il suo numero di marcature s'incrementò segnando 8 gol nel campionato 2007-2008 e 14 gol in quello 2008-2009, contribuendo alla qualificazione della sua squadra all'Europa League 2009-2010.

#### Lione

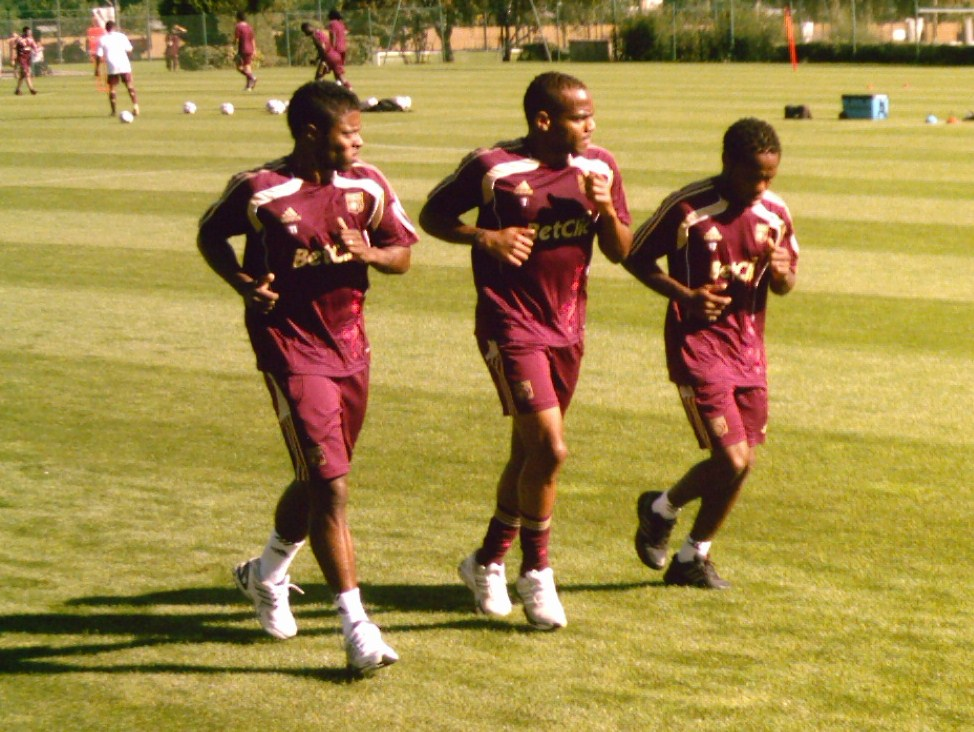
Bastos (a sinistra) insieme a Briand e Makoun in allenamento

Il 14 luglio 2009 il presidente del Lilla Michel Seydoux annuncia di aver accettato l'offerta di 18 milioni di euro dal Lione per il cartellino del giocatore. Il 15 luglio 2009 Bastos supera con successo le visite mediche e firma un contratto di quattro anni. Bastos segna il suo primo gol con la maglia della sua nuova squadra nella gara d'andata dei play-off di qualificazione per la Champions League 2009-2010 giocata contro l'Anderlecht, nell'incontro finito 6-1 per il Lione. Conclude la sua prima stagione nella squadra guidata dal tecnico Claude Puel realizzando 10 gol in campionato e 2 gol in Champions League.

#### Schalke 04
Il 29 gennaio 2013 si trasferisce in Germania allo Schalke 04 con la formula del prestito per diciotto mesi. Il 2 febbraio 2013 fa il suo esordio e mette a segno il suo primo gol in Bundesliga, per il momentaneo 1-0 dello Schalke 04 contro il Greuther Furth (gara poi persa per 1-2). Il 16 febbraio segna la sua prima doppietta in Bundesliga, nella gara pareggiata 2-2 in casa del Mainz 05. Il 12 marzo 2013 segna il primo gol con la nuova maglia in Champions League in casa contro il Galatasaray: la gara terminerà poi 2-3 per i turchi e sancirà l'eliminazione dei tedeschi dalla competizione.

#### Al-Ain
Il 2 agosto 2013 viene acquistato dall'Al-Ain per 4 milioni di euro. Gioca la sua prima partita con la squadra emiratina il successivo 30 luglio, nella finale di UAE Super Cup persa ai rigori contro l'Al-Ahli disputando l'intero incontro.
L'esordio in campionato arriva invece il 15 settembre nella sconfitta esterna per 3-1 contro l'Al Shabab. Si conclude sempre con una sconfitta la partita in cui realizza il suo primo gol, contro l'Al Dhafra (4-3). In totale Bastos disputa con l'Al-Ain 18 partite, di cui 6 nelle coppe nazionali, e 5 gol (uno nell'Etisalat Emirates Cup).

#### Prestito alla Roma
Il 20 gennaio 2014 passa alla Roma con la formula del prestito oneroso ad un milione di euro, con diritto di riscatto fissato a 3,5 milioni. Esordisce con la nuova maglia il 9 febbraio seguente, nel derby contro la Lazio pareggiato per 0-0. Segna il suo primo gol in campionato il 30 marzo, nella gara esterna contro il Sassuolo, fissando il risultato sul 2-0 per la sua squadra. Scaduto il prestito rientra negli Emirati Arabi.

#### San Paolo
Il 14 agosto 2014 fa ritorno in patria, firmando un contratto con il San Paolo.
Palmeiras
Dopo aver rescisso col San Paolo, il 12 gennaio 2017 si accasa al Palmeiras.
Sport Recife
Il 1º maggio 2018 passa in prestito allo Sport Recife, club militante in Campeonato Brasileiro Série B, la seconda serie del campionato brasiliano. In questa squadra fa 23 apparizioni segnando 4 gol. A fine stagione non viene riscattato e rescinde il contratto che lo legava al Palmeiras, rimanendo così svincolato.
America MG
Il 28 Maggio 2019 si accasa all'America MG club militante in Campeonato Brasileiro Série A.
Il 13 Settembre 2019 rescinde il contratto che lo legava al America MG.

### Nazionale
Prima di militare nelle file del Lione Bastos non era mai stato convocato nella Seleção. Il 27 ottobre 2009 venne convocato per la prima volta in Nazionale per disputare due amichevoli contro l'Inghilterra e l'Oman. L'esordio è avvenuto nella prima partita disputata il 14 novembre 2009 a Doha, in Qatar.
Successivamente, l'11 maggio 2010, venne incluso dal CT Carlos Dunga nella lista definitiva dei 23 convocati che avrebbero preso parte ai Mondiali. Il 2 giugno 2010 realizza il suo primo gol con la maglia verdeoro nell'amichevole pre-mondiale disputata contro lo Zimbabwe e terminata 3-1 per i brasiliani.

## Statistiche

### Presenze e reti nei club
Statistiche aggiornate al termine della carriera da calciatore.
| Stagione           | Squadra            | Campionato         | Campionato | Campionato | Coppe nazionali | Coppe nazionali | Coppe nazionali | Coppe continentali | Coppe continentali | Coppe continentali | Altre coppe | Altre coppe | Altre coppe | Totale | Totale |
| Stagione           | Squadra            | Comp               | Pres       | Reti       | Comp            | Pres            | Reti            | Comp               | Pres               | Reti               | Comp        | Pres        | Reti        | Pres   | Reti   |
| ------------------ | ------------------ | ------------------ | ---------- | ---------- | --------------- | --------------- | --------------- | ------------------ | ------------------ | ------------------ | ----------- | ----------- | ----------- | ------ | ------ |
| 2001               | Pelotas            | PD/RS+C            | ?+?        | ?+?        | CB              | -               | -               |                    | -                  | -                  |             | -           | -           | -      | -      |
| 2002               | Pelotas            | PD/RS+C            | 2+0        | 1+0        | CB              | -               | -               |                    | -                  | -                  | CSM         | 14          | 0           | 16     | 1      |
| Totale Pelotas     | Totale Pelotas     | Totale Pelotas     | 2++0+      | 1++0+      |                 | -               | -               |                    |                    |                    |             | 14          | 0           | 16+    | 1+     |
| 2001-2002          | Feyenoord          | ED                 | -          | -          | CO              | -               | -               | -                  | -                  | -                  | -           | -           | -           | -      | -      |
| 2002-2003          | Excelsior          | ED                 | 28         | 0          | CO              | 4               | 0               | -                  | -                  | -                  | -           | -           | -           | 32     | 0      |
| lug.2003-          | Atlético-PR        | A1/PR+A            | 0+10       | 0+0        | -               | -               | -               | -                  | -                  | -                  | -           | -           | -           | 10+    | 0+     |
| 2004               | Grêmio             | PD/RS+A            | 0+19       | 0+4        | CB              | 2               | 0               | -                  | -                  | -                  | -           | -           | -           | 21     | 4      |
| 2005               | Figueirense        | C1/CT+A            | ?+34       | ?+10       | CB              | 1               | 0               | -                  | -                  | -                  | -           | -           | -           | 35+    | 10+    |
| 2006               | Atlético-PR        | A1/PR+A            | ?+0        | ?+0        | CB              | 1               | 0               | -                  | -                  | -                  | -           | -           | -           | 1+     | 0+     |
| Totale Atlético-PR | Totale Atlético-PR | Totale Atlético-PR | 10         | 0          |                 | 1               | 0               |                    |                    |                    |             |             |             | 11+    | 0+     |
| 2006-2007          | Lilla              | L1                 | 25         | 3          | CF+CdL          | 3+1             | 1+0             | UCL                | 5                  | 1                  | -           | -           | -           | 34     | 5      |
| 2007-2008          | Lilla              | L1                 | 35         | 8          | CF+CdL          | 2+1             | 0+0             | -                  | -                  | -                  | -           | -           | -           | 38     | 8      |
| 2008-2009          | Lilla              | L1                 | 37         | 14         | CF+CdL          | 3+1             | 2+0             | -                  | -                  | -                  | -           | -           | -           | 41     | 16     |
| Totale Lilla       | Totale Lilla       | Totale Lilla       | 97         | 25         |                 | 11              | 3               |                    | 5                  | 1                  |             | -           | -           | 113    | 29     |
| 2009-2010          | O. Lione           | L1                 | 32         | 10         | CF+CdL          | 2+2             | 2+0             | UCL                | 11                 | 3                  | -           | -           | -           | 47     | 15     |
| 2010-2011          | O. Lione           | L1                 | 28         | 5          | CF+CdL          | 2+1             | 0               | UCL                | 7                  | 3                  | -           | -           | -           | 38     | 8      |
| 2011-2012          | O. Lione           | L1                 | 26         | 6          | CF+CdL          | 5+4             | 0+1             | UCL                | 8                  | 0                  | -           | -           | -           | 43     | 7      |
| 2012-gen. 2013     | O. Lione           | L1                 | 12         | 5          | CF+CdL          | 1+0             | 0               | UEL                | 1                  | 0                  | SF          | 0           | 0           | 14     | 5      |
| Totale O. Lione    | Totale O. Lione    | Totale O. Lione    | 98         | 26         |                 | 17              | 3               |                    | 27                 | 6                  |             | 0           | 0           | 142    | 35     |
| gen.-giu. 2013     | Schalke 04         | BL                 | 14         | 4          | CG              | -               | -               | UCL                | 2                  | 1                  | -           | -           | -           | 16     | 5      |
| 2013-gen. 2014     | Al-Ain             | AGL                | 12         | 4          | EEC+CCP         | 5+1             | 1+1             | ACL                | -                  | -                  | SE          | 1           | 0           | 19     | 6      |
| gen.-giu. 2014     | Roma               | A                  | 16         | 1          | CI              | 1               | 0               | -                  | -                  | -                  | -           | -           | -           | 17     | 1      |
| 2014               | San Paolo          | A1/SP+A            | 0+19       | 0+1        | CB              | 0               | 0               | CS                 | 8                  | 3                  | -           | -           | -           | 27     | 4      |
| 2015               | San Paolo          | A1/SP+A            | 12+31      | 3+7        | CB              | 5               | 1               | CL                 | 7                  | 2                  | -           | -           | -           | 55     | 13     |
| 2016               | San Paolo          | A1/SP+A            | 10+14      | 2+0        | CB              | 1               | 0               | CL                 | 13                 | 3                  | -           | -           | -           | 38     | 5      |
| Totale San Paolo   | Totale San Paolo   | Totale San Paolo   | 22+64      | 5+8        |                 | 6               | 1               |                    | 28                 | 8                  |             | -           | -           | 120    | 22     |
| 2017               | Palmeiras          | A1/SP+A            | 13+17      | 2+0        | CB              | 0               | 0               | CL                 | 7                  | 0                  | -           | -           | -           | 37     | 2      |
| gen. -apr.2018     | Palmeiras          | A1/SP+A            | 6+0        | 0+0        | CB              | -               | -               |                    | -                  | -                  | -           | -           | -           | 6      | 0      |
| Totale Palmeiras   | Totale Palmeiras   | Totale Palmeiras   | 19+17      | 2+0        |                 | -               | -               |                    | 7                  | 0                  |             | -           | -           | 43     | 2      |
| apr.2018-          | Sport              | A1/SP+A            | 6+23       | 0+4        | CB              | -               | -               |                    | -                  | -                  | -           | -           | -           | 29     | 4      |
| lug. -ago.2019     | América Mineiro    | M1/MG+B            | 0+1        | 0+0        | CB              | -               | -               |                    | -                  | -                  | -           | -           | -           | 1      | 0      |
| Totale carriera    | Totale carriera    | Totale carriera    | 483        | 94         |                 | 49              | 9               |                    | 69                 | 16                 |             | 15          | 0           | 616    | 119    |

### Cronologia presenze e reti in nazionale
| Cronologia completa delle presenze e delle reti in nazionale ― Brasile | Cronologia completa delle presenze e delle reti in nazionale ― Brasile | Cronologia completa delle presenze e delle reti in nazionale ― Brasile | Cronologia completa delle presenze e delle reti in nazionale ― Brasile | Cronologia completa delle presenze e delle reti in nazionale ― Brasile | Cronologia completa delle presenze e delle reti in nazionale ― Brasile | Cronologia completa delle presenze e delle reti in nazionale ― Brasile | Cronologia completa delle presenze e delle reti in nazionale ― Brasile |
| Data                                                                   | Città                                                                  | In casa                                                                | Risultato                                                              | Ospiti                                                                 | Competizione                                                           | Reti                                                                   | Note                                                                   |
| ---------------------------------------------------------------------- | ---------------------------------------------------------------------- | ---------------------------------------------------------------------- | ---------------------------------------------------------------------- | ---------------------------------------------------------------------- | ---------------------------------------------------------------------- | ---------------------------------------------------------------------- | ---------------------------------------------------------------------- |
| 14-11-2009                                                             | Doha                                                                   | Brasile                                                                | 1 – 0                                                                  | Inghilterra                                                            | Amichevole                                                             | -                                                                      |                                                                        |
| 17-11-2009                                                             | Mascate                                                                | Oman                                                                   | 0 – 2                                                                  | Brasile                                                                | Amichevole                                                             | -                                                                      |                                                                        |
| 2-3-2010                                                               | Londra                                                                 | Brasile                                                                | 2 – 0                                                                  | Irlanda                                                                | Amichevole                                                             | -                                                                      |                                                                        |
| 2-6-2010                                                               | Harare                                                                 | Zimbabwe                                                               | 0 – 3                                                                  | Brasile                                                                | Amichevole                                                             | 1                                                                      |                                                                        |
| 7-6-2010                                                               | Dar es Salaam                                                          | Tanzania                                                               | 1 – 5                                                                  | Brasile                                                                | Amichevole                                                             | -                                                                      | 49’                                                                    |
| 15-6-2010                                                              | Johannesburg                                                           | Brasile                                                                | 2 – 1                                                                  | Corea del Nord                                                         | Mondiali 2010 - 1º turno                                               | -                                                                      |                                                                        |
| 20-6-2010                                                              | Johannesburg                                                           | Brasile                                                                | 3 – 1                                                                  | Costa d'Avorio                                                         | Mondiali 2010 - 1º turno                                               | -                                                                      |                                                                        |
| 25-6-2010                                                              | Durban                                                                 | Portogallo                                                             | 0 – 0                                                                  | Brasile                                                                | Mondiali 2010 - 1º turno                                               | -                                                                      |                                                                        |
| 28-6-2010                                                              | Johannesburg                                                           | Brasile                                                                | 3 – 0                                                                  | Cile                                                                   | Mondiali 2010 - Ottavi di finale                                       | -                                                                      |                                                                        |
| 2-7-2010                                                               | Port Elizabeth                                                         | Paesi Bassi                                                            | 2 – 1                                                                  | Brasile                                                                | Mondiali 2010 - Quarti di finale                                       | -                                                                      | 62’                                                                    |
| Totale                                                                 |                                                                        | Presenze                                                               | 10                                                                     |                                                                        | Reti                                                                   | 1                                                                      |                                                                        |

## Palmarès

### Club

#### Competizioni nazionali
- Coppa di Francia: 1

O. Lione: 2011-2012